# Hoevenseveld
Hoevenseveld is een voormalige buurtschap, thans woonbuurt in Uden in de Noord-Brabantse gemeente Maashorst. De buurt is onderdeel van de wijk Uden-Centrum. De buurt grenst met de klok mee aan de buurten Bitswijk, Sportpark Hoeven, Melle, Raam, Schutveld en Uden-Centrum.

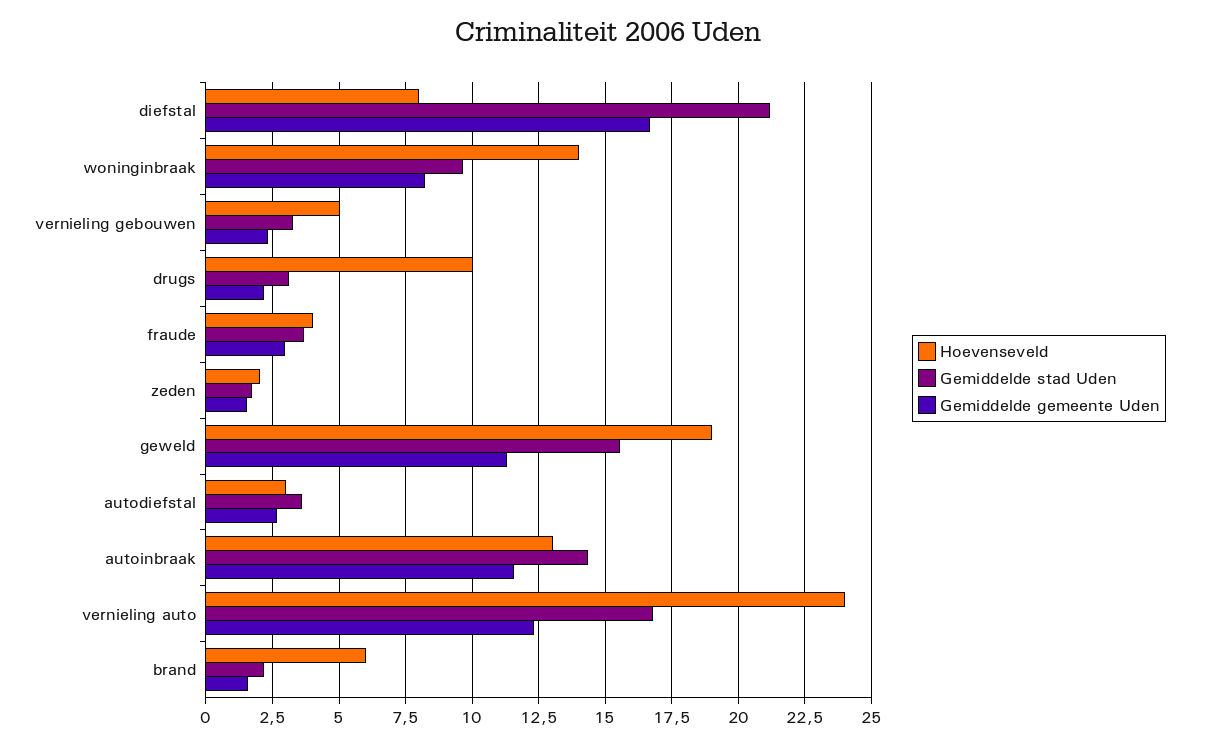
Criminaliteitstatistiek

| Kerngegevens Hoevenseveld | Kerngegevens Hoevenseveld |
| ------------------------- | ------------------------- |
| Inwoners:                 | 2.460                     |
| Jonger dan 15:            | 418 (17%)                 |
| Ouder dan 65:             | 418 (17%)                 |
| Mannen:                   | 1.220                     |
| Vrouwen:                  | 1.240                     |
| Geboorten:                | 22                        |
| Huishoudens:              | 1.030                     |
| Eenpersoonshuishoudens:   | 237 (23%)                 |
| Beroepsbevolking:         | 1.624                     |
| Werklozen:                | 105 (6,47%)               |
| Woningen:                 | 1.056                     |
| Waarvan huurwoningen:     | 480 (45,5%)               |

Wijken: Uden-Centrum · Uden-Oost · Uden-West · Uden-Zuid

Buurten: Bitswijk · Bogerd-Vijfhuis · Centrum · Eikenheuvel · Flatwijk · Hoenderbos-Velmolen · Hoeven · Hoevenseveld · Melle · Moleneind-Groenewoud · Raam · Schutveld · Sportpark Volkelseweg · Zoggel

Bedrijventerreinen: Goorkens · Hoogveld · Loopkant-Liessent · Vluchtoord      Militair terrein: Vliegbasis Volkel